# サクラエール
「サクラエール」は、日本のシンガーソングライター・足立佳奈の楽曲で通算3枚目のシングルの表題曲。2018年2月28日にSME Recordsよりリリースされた。

## 概要
Blu-ray Disc付の初回限定盤、CDのみの通常盤の2仕様が用意された。
表題曲である「サクラエール」は、2018年の春に高校を卒業する足立が、違う道を歩む大切な仲間に向かってエールを送る応援ソングとして制作。足立自身がイメージキャラクターに就任した学習塾「個別指導学院 フリーステップ」のテレビCMソングとしても採用され、後に「第34回コナミオープン 水泳競技大会」の応援ソングとしても採用された。足立が自身のTwitterに投稿していた15秒の曲が元になっており、「満開じゃない桜が好き」というフレーズは、桜が満開になると別れの季節が来てしまうという気持ちが込められている。
初回限定盤のBlu-ray Discには紺野彩夏、南乃彩希、横田真悠、田鍋梨々花が出演するミュージック・ビデオ「フレーフレーわたし セブンティーン専属モデル出演Ver」とそのスペシャル映像などが収められた。

## 収録内容
| #         | タイトル                                                                                                   | 作詞               | 作曲               | 編曲      | 時間  |
| --------- | --- | ------------------ | ------------------ | --------- | ----- |
| 1.        | 「サクラエール」(「個別指導学院 フリーステップ」テレビCMソング、「コナミオープン 水泳競技大会」応援ソング) | 足立佳奈、小林夏海 | 足立佳奈、宗本康兵 | 宗本康兵  | 03:43 |
| 2.        | 「Day by Day」                                                                                             | 鈴木智貴           | 鈴木智貴           | 鈴木智貴  | 03:27 |
| 3.        | 「ふたつの羽」                                                                                             | 江川杏奈           | 山沢大洋           | 武藤星児  | 05:37 |
| 合計時間: | 合計時間:                                                                                                  | 合計時間:          | 合計時間:          | 合計時間: | 12:47 |

| #  | タイトル                                                                    | 作詞 | 作曲・編曲 |
| -- | --------------------------------------------------------------------------- | ---- | ---------- |
| 1. | 「フレーフレーわたし（セブンティーン専属モデル出演Ver. / ビデオクリップ）」 |      |            |
| 2. | 「スペシャル映像」                                                          |      |            |